# オーバーハウゼン - エメリヒ線
オーバーハウゼン - エメリヒ線（ドイツ語: Bahnstrecke Oberhausen–Emmerich）はオーバーハウゼンからドイツとオランダの国境まで伸びる、複線の電化された幹線鉄道である。中間経由地はヴェーゼル、エメラルドであり、この路線は「ホラント線（ドイツ語: Hollandstrecke）」とも呼ばれる。この路線は1856年にケルン＝ミンデン鉄道会社（ドイツ語: Cöln-Mindener Eisenbahn-Gesellschaft, CME）によって開通されて、ドイツで最も古い路線の一つである。
ホラント線はケルン - ミンデン線の一部であるデュースブルク - ドルトムント線からオーバーハウゼンに分岐して、国境線でアムステルダム - アルンヘム線と接続する。この路線の場合、長距離旅客および貨物輸送は両方にとって国際鉄道交通で非常に重要であり、欧州横断ネットワークの上位プロジェクトの目録に記載されている。

## 歴史

### ケルン＝ミンデン鉄道会社

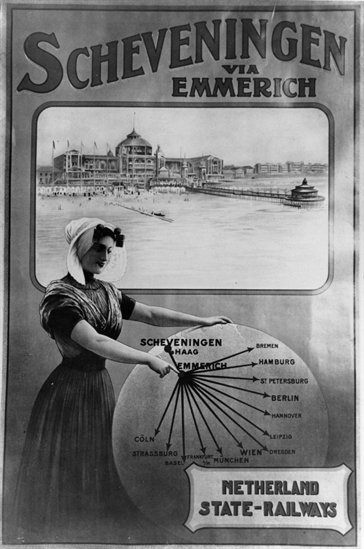
すべての道はエメリッヒに通じている（1920年代のポスター）

1830年代にアムステルダムの経済界は、ドイツとの貿易と交通路を構築する方法を熟考した。その計画は展開して、ケルンのプロイセン総督ダーニエル・デーリウス（Daniel Heinrich Delius, 1773~1832）は条件付きで鉄道建設計画を支援した。一方、オランダ政府は主任技術者ベルナルト・グードリアーンに路線経路の選定を委託した。
洪水のリスクを最小限にするために、ユトレヒトやアルンヘムなどの大都市を避ける経路がオランダで提案されものの、エメリヒ市はこの経路を反対した。またアムステルダム＝アルンヘム鉄道が1845年まで標準軌ではなく、1945 mmの広軌で建設されたことも困難なことであった。
1851年7月18日に両国政府が「オーバーハウゼン - ヴェーゼル - エメリヒ - アルンヘム鉄道の建設に関するプロイセンとオランダの協定」に署名するまで、提案と却下が数年間に何度も繰り返された。1852年12月30日にCMEは3年以内に鉄道建設を完了する条件で建設許可を獲得した。
鉄道路線の最終経路は、1854年5月4日にプロイセンの貿易商工公共事業大臣によって最終的に承認された。これにより、CMEはこの路線の建設を開始できた。オランダ・ライン川鉄道会社（オランダ語: Nederlandsche Rhijnspoorweg-Maatschappij, NRS）が1855年にアムステルダム＝アルンヘム鉄道を標準軌に改軌したので、国境からアルンヘムまでの12 km区間の建設は可能となった。
それから建設工事は2年間進行されて、1856年7月1日にオーバーハウゼン - ディンスラーケン区間が開通された。同年10月20日にオーバーハウゼン - アルンヘム区間は複線で開業された。1859年には毎日300人の乗客、34トンの貨物、10頭の牛類がこの路線の経由で運ばれた。

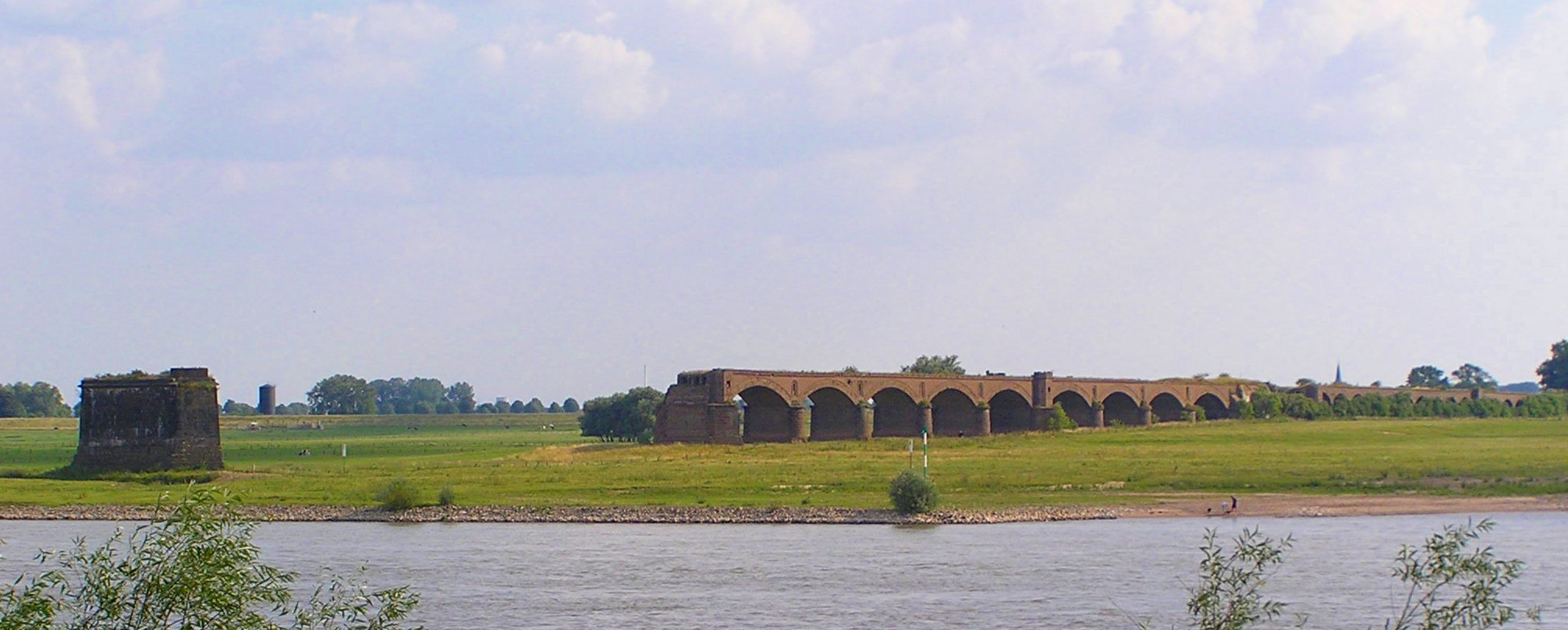
ヴェーゼル鉄道橋の遺跡

ヴェーゼル停車場は、まずは軍事作戦に適した基本的な駅として建設たが、25年後に半木造の駅舎に置き換えられた。第二次世界大戦が終わるまで、ヴェーゼル駅は下ライン川の主要な中核駅となった。1874年よりハルテルン - フェンロー線、ボッホルト - ヴェーゼル線、ボクステル - ヴェーゼル線が次々に開通された。1912年にオーバーハウゼン - ヴェーゼル線がヴァルズムの経由で開通され、この路線と連結された。

### 第二次世界大戦の終戦後
第二次世界大戦の終戦後、戦争中に破壊された、ライン＝ヘルネ運河、エムシャー川、ヴェーセル＝ダッテルン運河、ヴェセルのリッペ川上の鉄道橋はまず一時的に復旧された。早くも1945年11月15日、オーバーハウゼンとアーネムの間の線路が再建された。破壊された駅舎は1952年から1956年の間にほとんど再建された。
1964年から1966年まで、この路線の電化工事が進行された。電圧はエメリヒ駅でドイツの15 kV/16.7 Hzの交流システムからオランダの1.5 kV直流システムに　切り替えられる。さまざまな電気システムは、さまざまな列車保護システムとともに、電気機関車がエメリヒ駅で交換されねばならなかった。両国のシステムで動作可能な多重システム電車は、2001年に最初に開発され、2007年に運行が承認された。

### 長距離交通の発展
アムステルダムとケルンの間に走行したD列車（ドイツ語: D-Zug）は1991年6月にユーロシティ列車に置き換えられた。ユーロシティ列車は2000年11月にICE列車にほとんど置き換えられて、高速運転の可能な最新多重システム高速電車が導入された。

### 新しい「ベートゥヴェ線」の完成
オランダでは、2007年6月16日にベートゥヴェ貨物専用鉄道の運用が開始された。新しい貨物線は、ロッテルダム港とルール地方および南ドイツを結んで、ゼーフェナールの既存路線と接続する。

### 2010年代の発展
2013年7月に、ドイツ連邦政府、ノルトラインヴェストファーレン州、ドイツ鉄道、その他の関係者は、この路線の改修する目的で、15億ユーロの資金調達契約に署名した。改修プロジェクトには、ボトルネックを取り除くための三番目線路の敷設、踏切の除去、電気機器の更新、ETCS地上装置の設置、遮音壁の構築が含まれた。
アベリオ鉄道NRWは、2016年12月に運用を開始して、2022年1月まで四つの快速列車の路線を運用した。

## 運行形態

### 旅客運送

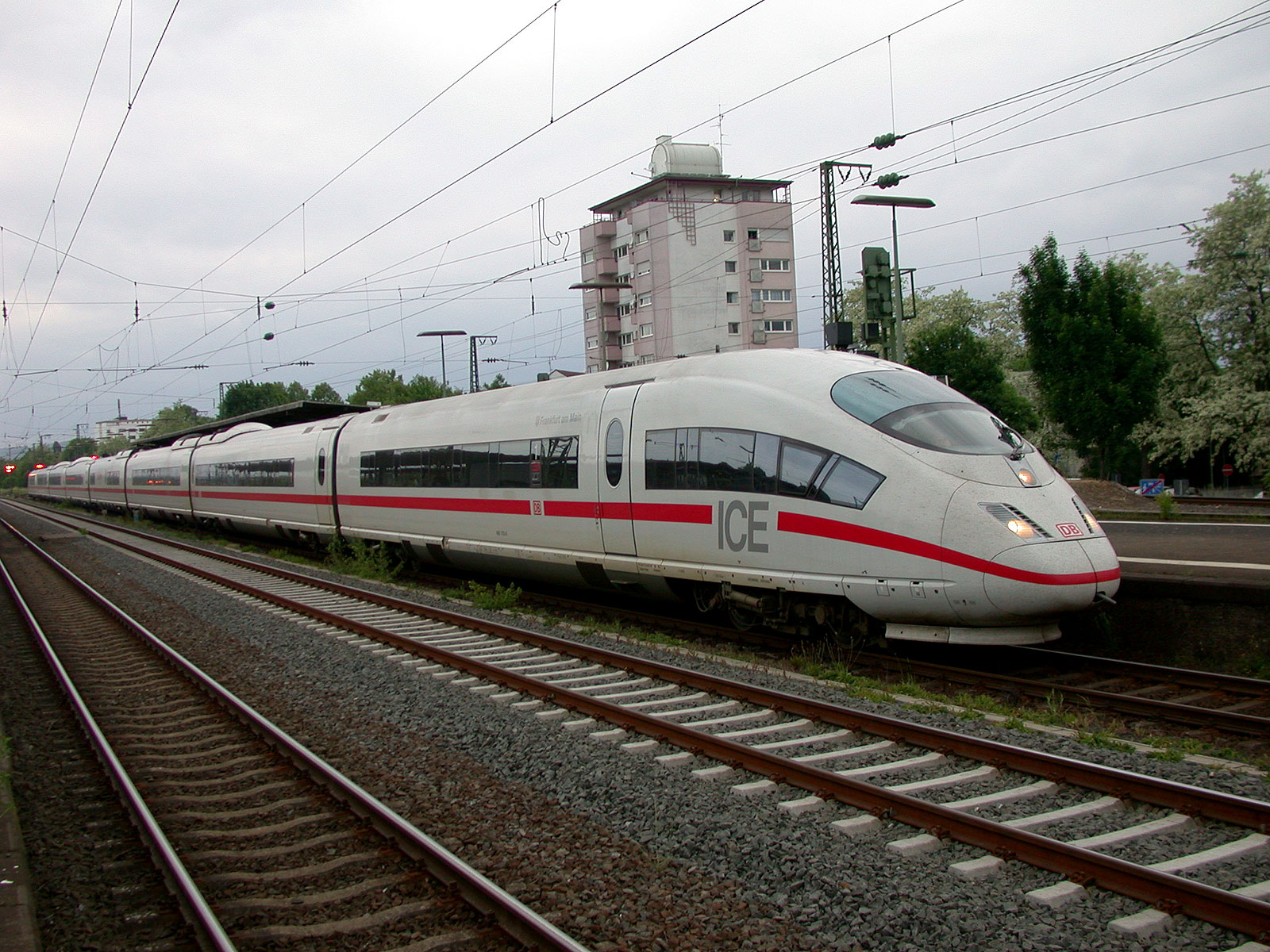
406形ICE国際列車

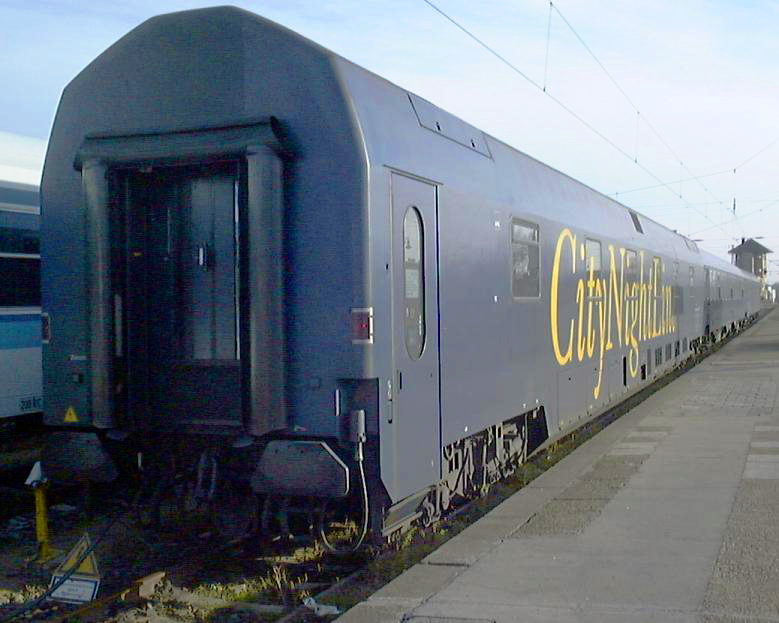
シティナイト寝台車

ICE国際列車は長距離列車としてアムステルダムからフランクフルトあるいはバーゼルまで、毎日2時間ごとに、ホラント線で運行されている。2016年12月まで夜行列車のペガスス号とポルックス号がこの路線で併合の形で走行した。現在ではナイトジェット列車が1日一往復で運行されている。ICE列車も夜行列車も中間駅では停車しない。
中距離列車は次のように運行されている。全区間の運賃システムはライン＝ルール運輸連合により管理される。国境を越えた地域旅客列車は、2006年から2017年まで運営されなかった。2017年4月6日にRE19系統はエメリヒからアルンヘムに延長された。
- 快速列車（RE 5）: ヴェーゼル - フェールデ - ディンスラーケン - オーバーハウゼン・シュテルクラーデ - オーバーハウゼン - デュースブルク - デュッセルドルフ - ケルン - コブレンツ。60分間隔。ナショナル・エクスプレス所属。使用車両はデジロHC。過去には146形電気機関車と二階建て客車のプッシュプル列車が投入された。
- 快速列車（RE 19）: アルンヘム - エメリヒ - プレスト - エムペル＝レース - メールホーク - ヴェーゼル - フェールデ - ディンスラーケン - オーバーハウゼン・シュテルクラーデ - オーバーハウゼン - デュッセルドルフ。60分間隔。VIAS鉄道所属。使用車両はFLIRTの3世代電車。ヴェーゼル駅でRE19a列車と分割併合される。
- 快速列車（RE 19a）: ボッホルト - ヴェーゼル - フェールデ - ディンスラーケン - オーバーハウゼン・シュテルクラーデ - オーバーハウゼン - デュッセルドルフ。運行間隔と使用車両はRE 19と同じで、ヴェーゼル駅でRE19列車と分割併合される。
- 快速列車（RE 49）: ヴェーゼル - フェールデ - ディンスラーケン - オーバーハウゼン・シュテルクラーデ - オーバーハウゼン - ミュールハイム - エッセン - ヴッパタール。60分間隔（月曜日から金曜日まで）。使用車両はDB3429形電車。

### 貨物運送
旅客輸送に加えて、この路線では非常に大量の貨物が輸送されている。貨物輸送量の増加により、1時間あたり6~8本の列車が両方向に走行する。